# Elisha Otis
Elisha Graves Otis (1811–1861) byl americký podnikatel a vynálezce. Spolu se svými syny vyvinul bezpečnostní zdviž, která zabránila pádu i v případě přetržení nosného lana. Díky tomuto vynálezu mohl založit společnost na výrobu výtahů, zvanou nejdříve Union Elevator Works, poté Otis Brothers & Co. a nyní Otis Elevator Company. Ta se později stala největším světovým výrobcem výtahů, eskalátorů a podobných strojů.